# Piotr Siergijewski
Piotr Konstantinowicz Siergijewski (ros. Пётр Константинович Сергиевский, ur. 20 listopada?/2 grudnia 1891 we wsi Kudrino w guberni kałuskiej, zm. 1952 w Moskwie) – funkcjonariusz radzieckich organów bezpieczeństwa oraz działacz państwowy i partyjny.

## Życiorys
Skończył szkołę techniczną w Briańsku, 1910-1916 działał w Partii Anarchistów-Komunistów, od sierpnia 1914 do maja 1918 służył w rosyjskiej armii (został jej starszym podoficerem), w maju 1917 wstąpił do SDPRR(b). Od 1917 do lutego 1918 był zastępcą przewodniczącego Rady Mińskiej, od listopada 1917 do lipca 1918 kierownikiem Wydziału Informacyjnego i Wydziału Wojskowego Zachodniego Komitetu Obwodowego SDPRR(b)/RKP(b), jednocześnie od lutego do maja 1918 był członkiem smoleńskiej komisji śledczej i w maju-czerwcu 1918 kierownikiem Komisji Śledczej Zachodniej Obwodowej Czeki. Od lipca do listopada 1918 był sekretarzem witebskiego gubernialnego komitetu RKP(b), a od listopada 1918 do stycznia 1919 jego przewodniczącym i jednocześnie przewodniczącym Komitetu Wykonawczego Witebskiej Rady Gubernialnej, od grudnia 1918 do 1919 służył w Armii Czerwonej. W 1919 był szefem sztabu wojsk rejonu smoleńskiego, do 6 października 1919 ponownie przewodniczącym Komitetu Wykonawczego Witebskiej Rady Gubernialnej, od 6 października 1919 do 12 sierpnia 1920 przewodniczącym witebskiego gubernialnego komitetu rewolucyjnego, a w 1919 szefem Wydziału Specjalnego Czeki witebskiego rejonu ufortyfikowanego. Od grudnia 1920 do stycznia 1921 pracował w Komitecie Wykonawczym Donieckiej Rady Obwodowej, od stycznia 1921 do lutego 1922 był przewodniczącym Komitetu Wykonawczego Donieckiej Rady Obwodowej, od czerwca 1922 do lipca 1923 przewodniczącym Komitetu Wykonawczego Astrachańskiej Rady Gubernialnej, a 16 sierpnia 1923 został szefem Centralnego Zarządu Archiwalnego NKWD RFSRR. Do 20 lutego 1927 był szefem milicji robotniczo-chłopskiej RFSRR, później kierownikiem Syberyjskiego Krajowego Oddziału Finansowego, 1928-1929 kierownikiem gubernialnej/okręgowej komisji planowania w Semipałatyńsku, a 1929-1930 szefem Głównego Zarządu Gospodarki Komunalnej NKWD Kazachskiej ASRR i jednocześnie zastępcą ludowego komisarza spraw wewnętrznych Kazachskiej ASRR. Od kwietnia do sierpnia 1930 był przewodniczącym Komitetu Wykonawczego Ałmaackiej Rady Okręgowej, następnie zarządcą trustu, później pracownikiem organów administracyjnych Kazachskiej ASRR, a 1931-1932 szefem jednego z wydziałów Ludowego Komisariatu Rolnictwa ZSRR.